# Corta-chefe

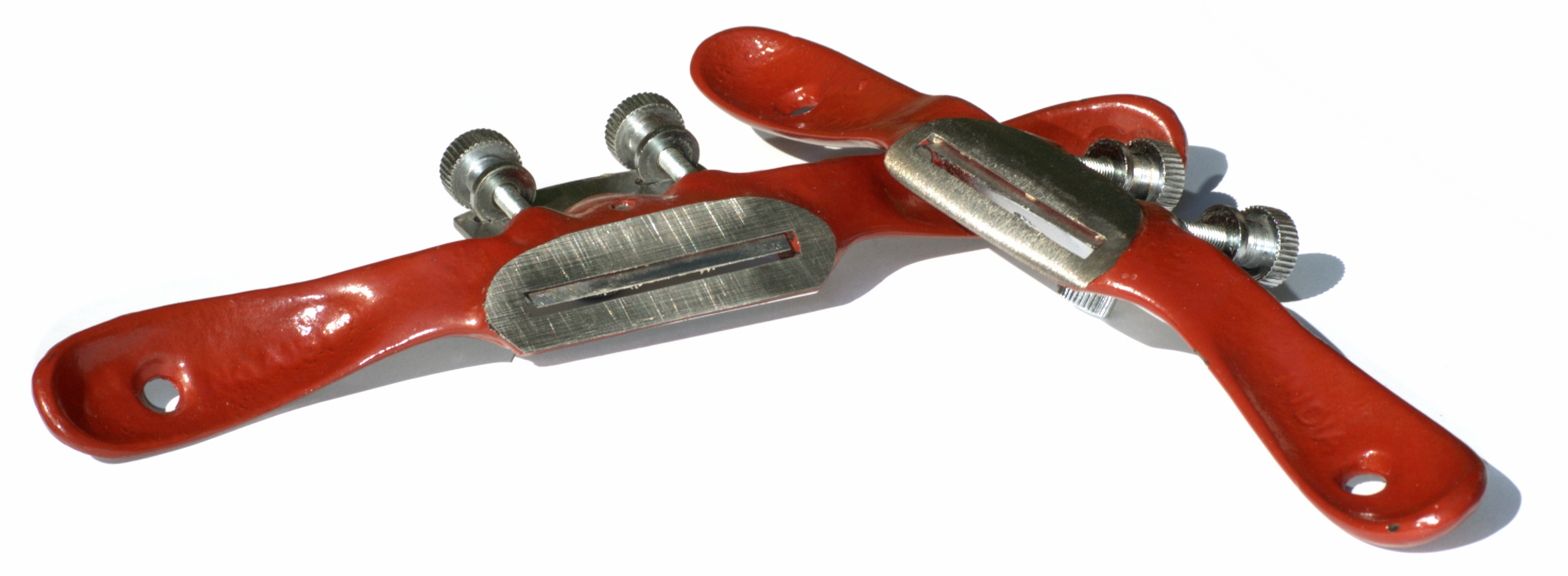
cortechés tradicionais com cabo metálico, solas padrão e arredondadas.

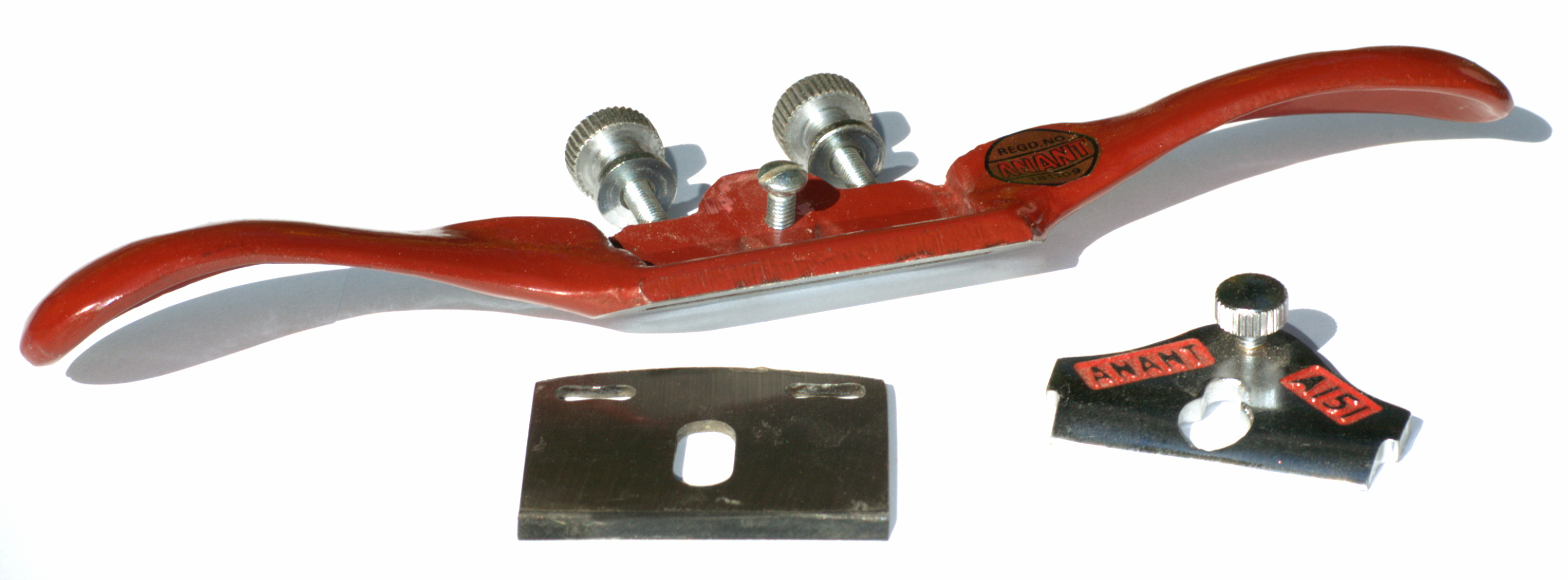
Componentes para cortechés.

O corta-chefe , corteché, rastilha ou faca inglesa é uma espécie de plaina dotada de duas pegas laterais e, ao centro, conta com uma lâmina de aço grossa, que tem as duas extremidades em ângulo reto, rematando em parafusos de porca, a fim de se poder regular a posição da lâmina e, por conseguinte, a grossura da apara.
Esta ferramenta é manobrada com as duas mãos e usa-se para desbastar e perfilar qualquer superfície de madeira, seja ela reta, convexa, côncava ou de outro tipo, no âmbito de trabalhos de carpintaria, como fazer raios de rodas, pernas de cadeira, remos, arcos e flechas.

## História
Os cortechés pré-históricos eram feitos de pedra. Historicamente, o corteché era feito com um corpo de madeira e uma lâmina de corte de metal. Com a industrialização, passaram a ser feitas integralmente de metal, dando pelo nome de corteché americano. 

## Características

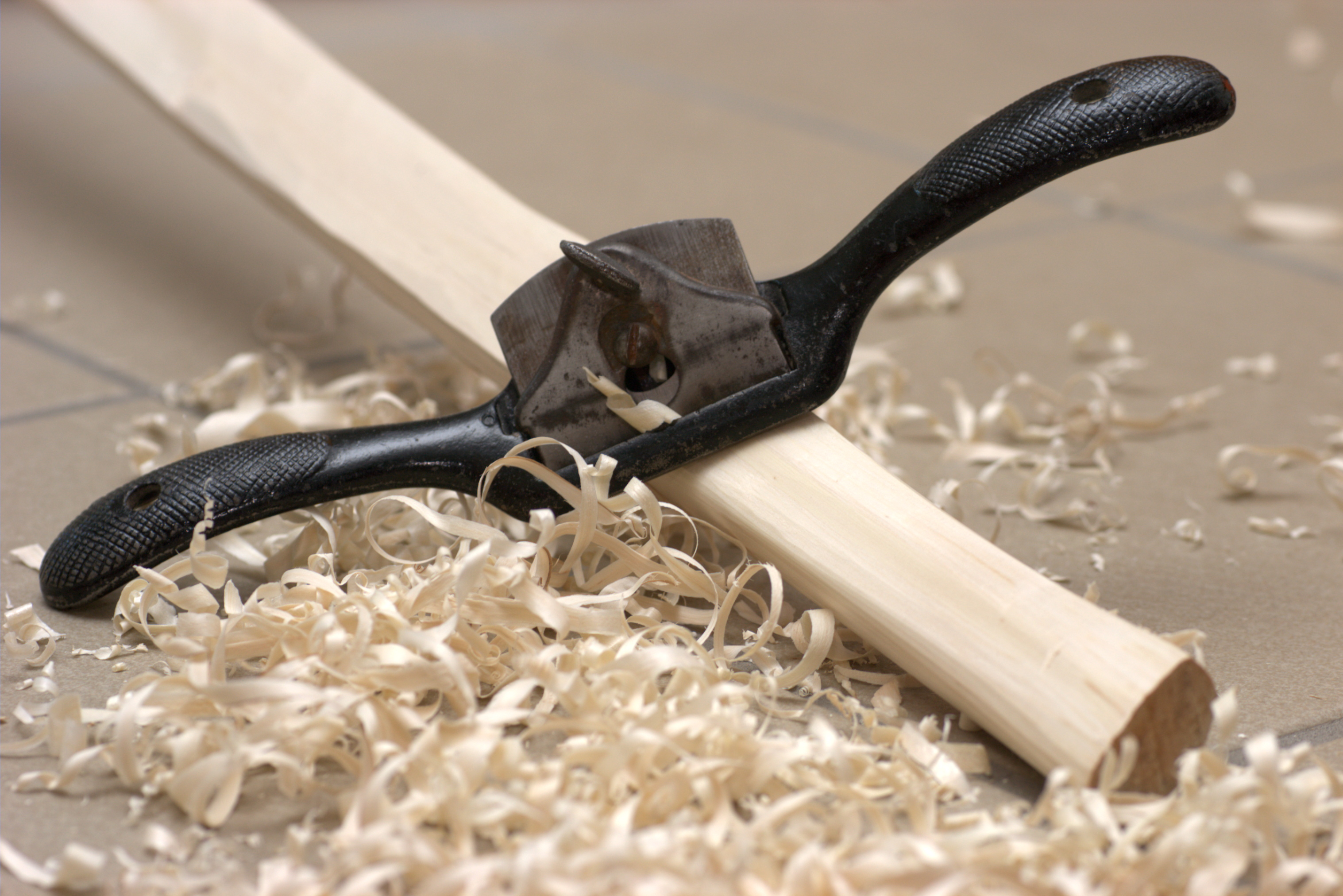
Arredondamento de madeira quadrada.

A lâmina do corteché, à guisa das outras plainas, tem o gume de um só lado da lâmina, aquilo a que no âmbito da carpintaria se designa releixo. O rasto desta peça é forrado em latão.
A lâmina remata em dois parafusos de porca, a fim de se poder regular a posição da lâmina e, por conseguinte, ir adaptando e adequando a grossura da apara, conforme desejado.
O corteché de estilo americano, além de ser integralmente metálico, admite a substituição dos ferros de navalha, conforme sejam as necessidades do trabalho que se tem em vista realizar. 